# 燃える命
『燃える命』（もえるいのち）は、1981年1月5日～2月27日にTBS「花王 愛の劇場」にて放送された昼ドラマである。テレビ映画。全40回。

## 概要
女性教師と教え子である男子高校生との間で子供が生まれる、禁断の恋を描いた作品。

## キャスト
- 市原明子 ………… 酒井和歌子
- 藤村洋介 ………… 草間正吾
- 紺野 ……………… 横内正
- 藤村惣一 ………… 根上淳
- 藤村絹代 ………… 柳川慶子
- 市原義忠 ………… 小栗一也
- 市原友子 ………… 松岡明美
- 悠子 ……………… 伊藤真奈美
- 悠子の母 ………… 加藤和恵
- 菊 ………………… 磯村千花子
- 滝沢校長 ………… 奥野匡
- 民夫 ……………… 花上晃
- 直子 ……………… 龍のり子
- 佐野 ……………… 滝川昌良
- 西田昭市
- 川部修詩
- 伊藤正博
- 武田洋和
- 平沢公太郎
- ナレーター ……… 坂本和子

## スタッフ
- 原作・脚本 ： 高岡尚平
- 監督：八木美津雄、菱田義雄
- 音楽：青山八郎
- プロデューサー：藤川忠勝(松竹)、金川克斗志(TBS)
- 制作：松竹、TBS

## 主題歌
- 「燃える命」（ワーナーパイオニア）
- 作詞：なかにし礼
- 作曲：浜圭介
- 編曲：竜崎孝路
- 歌：面美沙子

## 参考資料
- 「燃える命」シナリオ決定稿
- 「テレビジョンドラマ」（放送映画出版）

## 放送日程
| 週 | 回      | 放送日                        | タイトル              |
| -- | ------- | ----------------------------- | --------------------- |
| 1  | 1 - 5   | 1981年1月5日 - 1981年1月9日   | 何がそうさせたのか    |
| 2  | 6 - 10  | 1981年1月12日 - 1981年1月16日 | ひとり思う海          |
| 3  | 11 - 15 | 1981年1月19日 - 1981年1月23日 | 嫁ぐその日に!!        |
| 4  | 16 - 20 | 1981年1月26日 - 1981年1月30日 | 生きるために私の愛を… |
| 5  | 21 - 25 | 1981年2月2日 - 1981年2月6日   | 新しい道を求めて      |
| 6  | 26 - 30 | 1981年2月9日 - 1981年2月13日  | 一筋の光の中で        |
| 7  | 31 - 35 | 1981年2月16日 - 1981年2月20日 | 愛は死なない          |
| 8  | 36 - 40 | 1981年2月23日 - 1981年2月27日 | いのち尊し            |